# Verdrag van Amiens (1423)
Het Verdrag van Amiens (1423) was een defensieve overeenkomst tussen Jan van Lancaster, eerste hertog van Bedford, Filips de Goede, hertog van Bourgondië en Arthur III van Bretagne, graaf van Richmond en hertog van Bretagne. De drie hertogen kwamen overeen om Hendrik VI van Engeland te erkennen als koning van Frankrijk en om elkaar te helpen tegen de dauphin, Karel VII van Frankrijk.
Het verdrag van Amiens werd ondertekend op 13 april 1423, in de nadagen van het Verdrag van Troyes. Het verdrag was bedoeld om de Engels-Bourgondische alliantie te verstevigen en de Frans-Engelse dubbelmonarchie vastgelegd in het Verdrag van Troyes te ondersteunen.

## De overeenkomst
In het verdrag van Amiens werden de huwelijken geregeld van hertog Jan van Bedford met Anne van Bourgondië, een jongere zus van Filips de Goede, en van Arthur, graaf van Richmond, met Margaretha van Bourgondië, de oudste zus van Filips de Goede. Margaretha was de weduwe van Lodewijk van Guyenne, de dauphin die jong overleed. Daarbij bevestigden de drie hertogen om Hendrik VI van Engeland te erkennen als koning van Frankrijk zoals twee jaar eerder overeengekomen was in het Verdrag van Troyes.

## Achtergrond
In het verdrag van Troyes werd overeengekomen dat Hendrik V van Engeland en zijn erfgenamen de Franse troon zouden erven na de dood van Karel VI van Frankrijk, maar Hendrik V stierf enkele weken voor Karel VI en erfde dus nooit de Franse troon.
De zoon van Hendrik V was nog een zuigeling. Nog maar negen maanden oud werd hij tot koning van Engeland gekroond en op 16 december 1431 werd hij, als tienjarige, tot koning van Frankrijk gekroond in de Notre-Dame in Parijs. De Franse adel weigerde dit kind als koning te erkennen. Jan van Bedford, de jongere broer van Hendrik V en regent van Normandië, werd regent van Frankrijk en voerde het bewind in Parijs in afwachting van de meerderjarigheid van Hendrik VI.
De Engels-Bourgondische relaties werden bepaald door de relaties tussen de twee hertogen Jan van Bedford en Filips van Bourgondië. Bedford probeerde Bretagne en Bourgondië aan elkaar te binden, vandaar de overeenkomst dat hij Anne van Bourgondië zou huwen en dat Arthur III met de oudste zus van Filips in het huwelijk zou treden.
In februari 1423 riep Bedford op tot een formele alliantie en stelde voor dat de hertogen elkaar zouden ontmoeten in Amiens. De besprekingen eindigden in april met het bekrachtigen van een persoonlijke overeenkomst die zou van kracht blijven tot de dood van de ondertekenaars. Het militaire deel van de overeenkomst bepaalde dat elk de ander zou bijstaan met 500 gewapende mannen en boogschutters in geval van nood. De hoofdbepaling was de verbintenis van beiden om het belang van de koning (Hendrik VI) en zijn koninkrijken in Engeland en Frankrijk te behartigen, deze clausule erkende de rechten van Hendrik VI en verwierp de aanspraken van de dauphin.
Een ongebruikelijke clausule specificeerde dat de drie hertogen de armen en noodlijdenden zouden bijstaan.

## Vervolg
Het verdrag van Amiens van 1423 werd bijna onmiddellijk ondergraven. Op 18 april 1423 kwamen de Bretoenen en de Bourgondiërs samen in een geheim onderhoud. Ze besloten vriendschappelijke relaties te onderhouden zelfs als een van de hertogen het kamp van de dauphin zou kiezen. Hoewel ze beiden Hendrik VI als hun soeverein erkenden, werden de termen van het verdrag van Amiens afgezwakt ten gunste van hun persoonlijke belangen.
De Engelsen en de Bourgondiërs waren aan de winnende hand in het conflict. De Bourgondiërs wonnen de Slag bij Cravant in 1423, een zege die gevierd werd door de bevolking van Parijs. In de Slag bij Verneuil in 1424 versloegen de Engelsen een leger van Fransen en Schotten.
Een ruzie tussen Bedford en Richmond was er de oorzaak van dat Richmond in 1424 partij koos voor de dauphin Karel VII, ondanks het feit dat Jan van Bedford hem tot graaf van Touraine had benoemd. In hetzelfde jaar werd de goede verstandhouding tussen Engelsen en Bourgondiërs zwaar op de proef gesteld toen de broer van Jan van Bedford, Humphrey van Lancaster, eerste hertog van Gloucester, naar Holland trok om de strijd op te nemen tegen Jan IV van Brabant, een pion van Filips de Goede, om de rechten van zijn vrouw Jacoba van Beieren te vrijwaren.
Anne van Bourgondië was de bemiddelaarster tussen haar broer Filips en haar man Jan van Bedford. Haar dood in 1432 was dan ook het begin van het einde van de goede relatie tussen beide hertogen. In 1433 hertrouwde Jan van Lancaster met Jacquetta van Luxemburg tegen de zin van Filips. Van dan af bekoelde de relatie tussen beide hertogen en begint Filips te denken aan verzoening met de Fransen en met Karel VII. In 1435 sluit Filips de Vrede van Atrecht en beëindigde zo zijn alliantie met de Engelsen.